# Xã Concord, Quận Washington, Missouri
Xã Concord (tiếng Anh: Concord Township) là một xã thuộc quận Washington, tiểu bang Missouri, Hoa Kỳ. Năm 2010, dân số của xã này là 2.446 người.